# Bebedouro (São Paulo)
Bebedouro ist eine Stadt im brasilianischen Bundesstaat São Paulo. 2022 lebten in Bebedouro nach offizieller Schätzung 76.373 Menschen auf 683 km².

## Geographie

### Distrikte
Die Gemeinde ist in drei Distrikte unterteilt:
- Bebedouro – Hauptdistrikt
- Botafogo
- Turvínia

## Geschichte
Die Gemeinde wurde 1894 durch Landesgesetz gegründet.

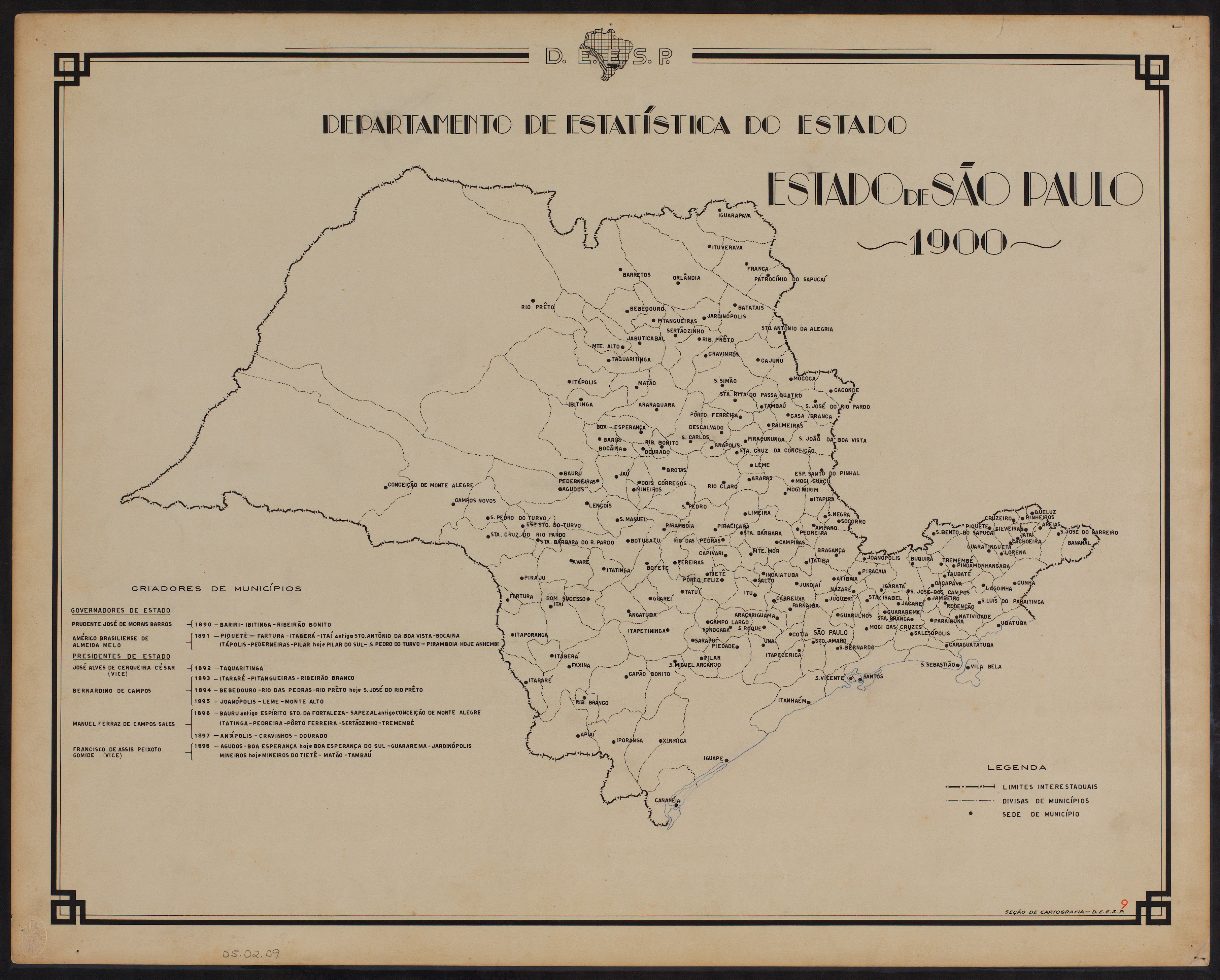
Karte des Bundesstaates São Paulo (1900).

## Bevölkerung
| Bevölkerungsentwicklung | Bevölkerungsentwicklung |
| Jahr                    | Bevölkerung             |
| ----------------------- | ----------------------- |
| 1920                    | 28.803                  |
| 1940                    | 28.194                  |
| 1950                    | 27.238                  |
| 1960                    | 31.961                  |
| 1970                    | 37.816                  |
| 1980                    | 46.034                  |
| 1991                    | 67.763                  |
| 2000                    | 74.815                  |
| 2010                    | 75.035                  |
| 2022                    | 76.373                  |
| [ 4 ] [ 5 ] [ 6 ]       |                         |

## Religion
Das Christentum ist in der Stadt wie folgt vertreten:

### Römisch-katholische Kirche
Die römisch-katholische Gemeinde ist Teil des Bistums Jaboticabal.

### Protestantische Kirche
In der Stadt gibt es die unterschiedlichsten evangelischen Glaubensrichtungen, hauptsächlich Pfingstler, darunter die brasilianischen Assemblies of God, die Christliche Kongregationalistische Kirche in Brasilien, und andere.